# Kepler-138 b
Kepler-138 b è una sub Terra in orbita attorno alla nana rossa Kepler-138, visibile nella costellazione della Lira.

## Scoperta
Kepler-138 b è stato scoperto nel 2014 con il metodo del transito grazie alla missione Kepler della NASA. Poiché erano già stati individuati due pianeti nel sistema, fu chiamato KOI-314.03, dalla designazione ricevuta dalla stella nel catalogo degli "oggetti Kepler interessanti" (Kepler object of interest, KOI). Tuttavia, quando la stella ricevette la designazione definitiva Kepler-138, i pianeti furono riordinati tenendo conto dell'ordine di distanza dalla stella. Così, essendo il più interno del sistema, ricevette la lettera "b".

## Caratteristiche
Kepler-138 b è il pianeta più interno del sistema, nel quale sono presenti almeno altri due pianeti. Orbita attorno alla stella in circa 10 giorni, ad una distanza di 0,0753 au. Con una massa pari al 7% di quella terrestre e un diametro pari al 64% di quello terrestre, è di tipo roccioso. Viene confrontato con Marte, per massa e dimensioni,  ed è, al dicembre del 2022, uno dei più piccoli pianeti extrasolari conosciuti.
Riceve dalla propria stella un flusso radiante pari a 13,5±1,0 kW/m², che corrisponde a circa 10 volte il flusso ricevuto dalla Terra. Di conseguenza, si può stimare una temperatura di equilibrio planetaria di 452 K (179 °C). Il pianeta non risulterebbe quindi abitabile per organismi terrestri.